# Козенца (футбольний клуб)
«Козенца Кальчо» (італ. Cosenza Calcio S.r.l.) — італійський футбольний клуб із міста Козенца.
Клуб був заснований 18 листопада 1912 року, але перший документально підтверджений матч команда провела 23 лютого 1914 року і почала брати участь у чемпіонатах Італії з 1927 року. З 1964 року «Козенца» грає свої матчі на стадіоні «Сан-Віто — Джіджі Марулла», який може прийняти 24 209 глядачів.
«Козенца» дебютувала у чемпіонаті Серії B, другому дивізіоні чемпіонату Італії, у сезоні 1946/47 років і показала найкращий результат в сезоні 1991/92 років, посівши п'яте місце в турнірній таблиці, лише на два очки відставши від зони підвищення до Серії А, а в сезоні 1988/89 стала шостою, втім не вийшла до плей-оф за підвищення лише за додатковими показниками. За свою історію клуб виграв титул чемпіона Серії D в 1958 році, Англо-італійський кубок у 1983 році, та Кубок італійської Серії C в 2015 році.

## Історія

### Перші роки
Клуб було засновано 18 листопада 1912 року у вигляді мультиспортивного клубу під назвою «Фортітудо» (італ. Fortitudo), кольорами якого були чорний і білий; діяльність футбольної секції обмежувалася лише товариськими матчами та кількома регіональними турнірами. В 1920 році «Фортітудо» виграв турнір між трьома калабрійськими командами, вигравши неофіційний титул регіонального чемпіона.
У 1926 році через розбіжності між членами «Фортітудо» народився футбольний клуб «Козенца» з червоно-синіми кольорами на честь «Дженоа» та «Болоньї», головних героїв боротьби за чемпіонство минулого року. «Козенца», найкраща команда в регіоні, почала виділятися навіть проти команд із сусідніх регіонів, але в 1928 році була змушена трансформуватися за політичною директивою фашистського режиму в Dopolavoro Sportivo Cosenza і стала виступати у блакитних футболках. «Козенца» посіла перше місце в чемпіонаті третього дивізіону Італії 1927/28 років, але нездатність FIGC організувати чемпіонат другого дивізіону 1928/29 років на півдні не дозволив команді отримати підвищення. Тим часом у перші місяці 1929 року інші представники «Козенци», які не могли терпіти підкорення спорту політиці, заснували спортивний клуб «Козенца» (італ. Cosenza Sport Club).
Таким чином, у Козенці виникло дві команди, і обидві брали участь у чемпіонаті Третього дивізіону Італії 1928/29 років, який пройшов влітку 1929 року: команда, що представляла режим, виграла свою групу і 6 червня 1929 року змінила назву на Фашистське спортивне товариство Козенци (італ. Associazione Sportiva Fascista Cosenza) та отримала право на підвищення до Другого дивізіону.

### 1930-ті та 1940-ві роки

«Козенца» у сезоні 1931/32

З сезону 1929/30 в італійському футболі виникли Серії А та В, які стали загальнонаціональними лігами, а Перший та Другий дивізіон стали нижчими лігами і залишились міжрегіональними. «Козенца» з першого ж сезону посіла підсумкове сьоме місце і вийшла до Першого південного дивізіону, розділеного на дві групи. Перед дебютом у третьому за рівнем дивізіоні країни клуб повернувся до савойського блакитного кольору, який використовується на прапорі міста. У 1931 році було відкрито спортивне поле Città di Cosenza, яке через кілька років отримало назву Стадіо Еміліо Морроне.
З сезону 1937/38 років, з приходом угорського тренера Отто Краппана, були залучені нові молоді місцеві таланти. Краппан пішов у відставку в грудні 1938 року через серйозні сімейні обставини, і його замінив інший угорець Янош Ванішек з «Верони». Наприкінці сезону 1938/39 років голкіпер клубу Лучано Гісберті був проданий у генуезьку «Лігурію» з Серії А: він став першим уродженцем Козенци, який зіграв у вищій лізі. У 1939—1940 роках Массімо Марі та інші хлопчики, яких Краппан виявив у місті, знайшли місце в команді, включаючи Паскуале Лоренцона та шістнадцятирічного Рафаеле Бруно. У 1940 році в «Козенцу» прибув Ренато Віньйоліні, досвідчений захисник, за плечима якого були виступи у вищому дивізіоні за «Фіорентину», «Дженоа» та «Модену».
Після призупинення діяльності клубу, викликаного початком Другої світової війни, відновлення «Козенци» було особливо трудомістким. Післявоєнний період, по суті, характеризується недоступністю стадіону, повністю зайнятого халупами, побудованими з часом для розміщення переселенців і бездомних під час конфлікту. Лише після великих труднощів менеджери змогли відновити спортивну діяльність у військовому таборі на Віа Рома, а команда отримала назву Спортивна асоціація Козенца (італ. Associazione Sportiva Cosenza), яку очолив граючий тренер Віньйоліні.
Команда Віньоліні вперше вийшла в Серію В завдяки другому місці своєї групи Серії С. Після цього менеджер клубу Карло Леонетті зумів переконати італо-аргентинця Аттіліо Демарію (колишнього чемпіона світу 1934 року із збірною Італії, яку тренував Вітторіо Поццо) стати граючим тренером. Його поява фактично стала справжнім «поштовхом» нової «Козенци» в Серії B. За вказівками Демарії для порятунку була створена дієва і конкурентоспроможна команда, в якій було лише четверо ветеранів попереднього року, але команда досягла поставленої мети і врятувалась від вильоту завдяки одинадцятому місці в підсумковій таблиці.

«Козенца» у своєму дебютному сезоні в Серії В 1946/47

У другому сезоні 1947/48 років клуб зберіг як тренера (Демарію), так і гравців першого сезону (за винятком воротаря Карузо, якого замінив Марі), поєднавши їх з новими поповненнями, але команда, незважаючи на десяте місце, вилетіла з Серії В, оскільки ліга була реформована і замість трьох регіональних груп був створений один дивізіон.

### 1950-і— 1970-ті роки
У наступні роки команда ненадовго затрималась у Серії С, а 1952 року опинилась у Серії IV, де у команди змінювалося багато тренерів: Пікалуга, Кутік, Ламберті, Андреіс, П'ячентіні, але успіхи не приходили. Лише у сезоні 1957/58 років «Козенца» на чолі з нападником Маріо Укса (найкращий бомбардир чемпіонату 5 сезонів поспіль) виграла групу міжрегіональної категорії і здобула титул чемпіона четвертого дивізіону (разом з «Мантуєю» і «Спецією»), та повернулась до Серії С. Там у наступному сезоні 1958/59 «Козенца» фінішувала на другому місці, а ще через сезон стала третьою.
За підсумками сезону 1960/61 років «Козенца» виграла свою групу Серії С і після тривалої перерви повернулась в Серію В. Рік у другому дивізіону був складним, команда посіла 18 місце і мала понизитись у класі, але їй вдалося уникнути вильоту лише через те, що «Новара» була оштрафована на 10 очок і опустилась на останнє місце в турнірній таблиці. Втім провівши ще два роки у другому дивізіоні, у сезоні 1963/64 років команда посіла останнє 20 місце і таки вилетіла до Серії С. Там клуб став виступати на новому стадіоні Сан-Віто, відкритому 4 жовтня 1964 року матчем «Козенца» — «Пескара» (2:1).
В наступні роки команда погіршила свої результати і виступала у Серії С, а у сезонах 1974/75 і 1977/78 навіть опускалась до Серії D. 1978 року була створена нова ліга, Серія С2, куди і була включена «Козенца». У чемпіонаті 1979/80 років Недо Сонетті повернув клуб до третього дивізіону, Серію С1, але наступного року клуб вилетів назад під керівництвом П'єтро Фонтани, за яким послідувало підвищення завдяки Ренцо Альді у 1982 році.

### 1980-ті роки

«Козенца» у сезоні 1982/83

1982 року після 37 років діяльності AS Cosenza була ліквідована, а на її місці створено нову «Козенца Кальчо» (італ. Cosenza Calcio 1914 S.p.A.) завдяки міцному союзу між підприємцями міста та муніципальною адміністрацією через радника Маріо Романо та мера Руджеро.
Завдяки новим фінансовим можливостям у команді в наступні роки з'явився тренер Вінченцо Монтефуско, а нападник Луїджі Марулла став рекордсменом за кількістю матчів і голів в історії «Козенци». Гравці зі славним минулим, а також молоді таланти, зокрема Сільвіо Лонгобукко, Мікеле Падовано та Даміано Морра, носили футболку «россоблу». Звільнення головного тренера Франческо Лігуорі в сезоні 1986/87 і прихід у «Козенцу» Джанні Ді Марціо змінив історію клубу. Ді Марціо за підсумками сезону 1987/88 допоміг команді повернутись до Серії B після 24 річної перерви.
Після повернення в Серію B Ді Марціо залишив лавку «россоблу» і був замінений на Бруно Джорджі. Команда під його керівництвом здобула численні виїзні перемоги і вперше у своїй історії боролась за вихід до Серії А, але два негативні епізоди коштували дорого: спочатку в дербі з «Катандзаро» на Сан-Віто (0:0) арбітр П'єрлуїджі Пайретто скасував гол Вітторіо Коццеллі за дві хвилини до кінця гри, а потім у стійку влучив Клаудіо Ломбардо в прямому протистоянні з «Удінезе» Марко Бранки, що коштувало команді підвищення до Серії А. Наприкінці того сезону «Козенца» була командою з найбільшою кількістю перемог — сімнадцять, але фінішувала з 44 очками, на одне очко відстаючи від третього, розділивши четверте місце з «Реджиною» і «Кремонезе». Того сезону до «еліти» виходило чотири, тому серед трьох команд, які зайняли четверте місце, було складено міні-рейтинг, на основі результатів у прямих матчах, за результатами якого «Козенца» з найгіршим результатом залишилася в Серії B, тоді як «Реджина» та «Кремонезе» зустрілися в плей-оф. 1989 рік був також роком загадкової смерті діючого футболіста «Козенци» Донато Бергаміні, на честь якого згодом було названо південну трибуну стадіону Сан-Віто.

### 1990-ті роки

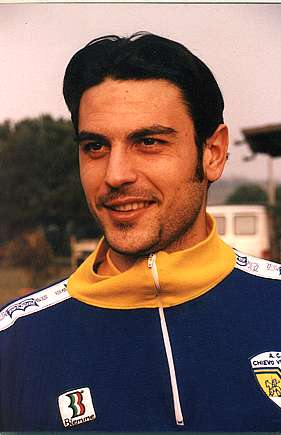
Стефано Фйоре, один з найкращих вихованців в історії «Козенци».

1990 року команду очолив Луїджі Сімоні, але сезон 1990/91 виявився невдалим і команда боролась за виживання, через що Сімоні був звільнений і команду очолив Едоардо Рея, який допоміг команді врятуватись від вильоту лише завдяки перемозі у матчі плей-аут.
Втім наступний сезон 1991/92 років став найкращим в історії команди. «Козенца» перед останнім туром (14 червня 1992 року) знаходилась у зоні підвищення до Серії А і мала зіграти з «Лечче», що боролось за виживання. Перемога у цьому матчі гарантувала клубу історичний дебютний вихід до Серії А. Уболівальники «Козенци», яких було понад 15 000, будь-якими способами досягли стадіону Віа дель Маре в столиці Саленто, щоб підштовхнути команду до історичного підвищення, але матч закінчився на користь «джаллороссі», 1:0, в той же час «Удінезе» у паралельному матчі перемогло «Анкону» і обійшло «Козенцу» у таблиці, посівши заповітну четверту сходинку. Підопічні Едоардо Реї стали п'ятими і не змогли пробитись до еліти.
1 жовтня 1992 року Козенца знову оплакувала смерть півзахисника клубу Массіміліано Катени, який загинув у віці 23 років у автокатастрофі, через чотири дні після того, як забив свій останній гол у футболці «Козенци». Сьогодні північна трибуна стадіону Сан Віто носить його ім'я.
Після відходу Реї, тренером клубу став Фаусто Сіліпо, який закінчив чемпіонат 1992/93 років на сьомому місці, лише в п'яти очках від зони просування, а наступний — на десятому місці. Цей сезон став дебютним для півзахисника і вихованця «Козенци» Стефано Фйоре, який згодом став одним із гравців національної збірної Італії.
У сезоні 1994/95 років «Козенца» під керівництвом Альберто Дзаккероні, незважаючи на штраф у дев'ять очок у турнірній таблиці, зуміла завчасно врятуватися від вильоту за допомогою нападника Марко Негрі, який забив 19 голів.
У чемпіонаті 1995/96 років новий тренер Бортоло Мутті привів команду на 11-е місце, а лідером атак був інший майбутній збірник Крістіано Лукареллі.
Сезон 1996/97 був складнішим: команду знову очолив новий тренер, Джанні Де Б'язі, який був звільнений після 15 турів, коли команда боролась за виживання, і був замінений на Франческо Скольйо, який, у свою чергу, був звільнений ще через 12 турів, залишивши команду на останньому місці, і замінений назад на Де Б'язі, що повернувся. Тим не менш, команда посіла 17 місце і вилетіла до Серії С1.
Втім, вже наступного року клуб під керівництвом Джуліано Сонцоньї легко повернувся до другого дивізіону, посідаючи першу позицію зі стартових турів. Надалі команді грала у Серії В аж до 2003 року, коли була розформована і виключена з професійної ліги.

### 2000-ні роки

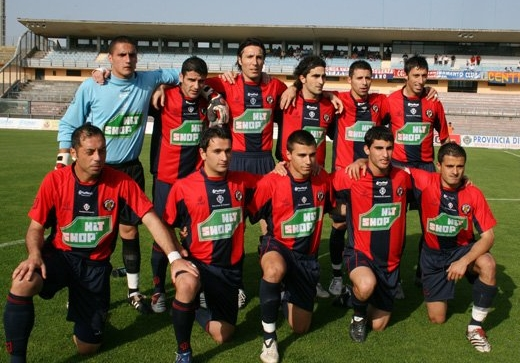
«Фортітудо Козенца» у 2008 році.

Після зникнення клубу, тодішній мер Козенци Єва Катіцоне разом із радником зі спорту Вінченцо Галло дала життя проекту відродження футболу. Усе місто згуртувалося навколо цієї ініціативи, і, таким чином, 5 серпня 2003 року був заснований Футбольний клуб «Козенца» (італ. Cosenza Football Club S.r.l.,) який згодом був прийнятий до Серії D, посівши там 7 місце у своїй групі.
Тим часом влітку 2004 року старий клуб «Козенца Кальчо» був повторно прийнятий до Серії D після апеляції. Таким чином, вперше місто Козенца мало дві міські команди в одній лізі, ситуація, яка розділила вболівальників, викликаючи невдоволення та розбіжності між двома клубами. В підсумку «Козенца» і «Козенца Кальчо» посіли відповідно восьму та дев'яту позицію, а під час дербі незадоволені існуванням двох клубів вболівальники перервали гру вторгненням. Однак ця неприємна ситуація «співжиття» тривала всього рік.
2005 року «Козенца Кальчо» остаточно припинила існування, і «Козенца» стала першою та єдиною міською командою, змінивши назву на «Козенца Кальчо» (італ. Associazione Sportiva Cosenza Calcio). Однак клуб не мав серйозних успіхів і через фінансові проблеми в липні 2007 року також збанкрутував і зник з національної футбольної сцени.

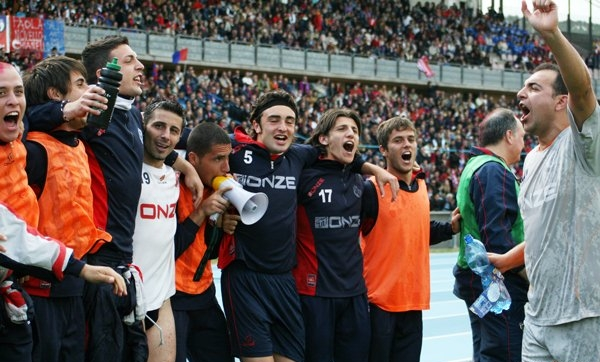
Футболісти святкують перемогу в чемпіонаті Серії D 2007/08.

В результаті знову постала задача відновити футбол у місті і влітку 2007 року команда «Ренде Кальчо» з сусіднього міста Ренде переїхала до Козенци і взяла назву «Фортітудо Козенца» (італ. Fortitudo Cosenza s.r.l.).
Нова команда, яка незабаром повернула історичну назву «Козенца Кальчо», відразу почала своє сходження, спочатку у першому ж сезоні вигравши Серію D, а у наступному і Лега Про Секонда Дівізіоне, вийшовши таким чином 2009 року до третього за рівнем дивізіону країни, де провела два роки.

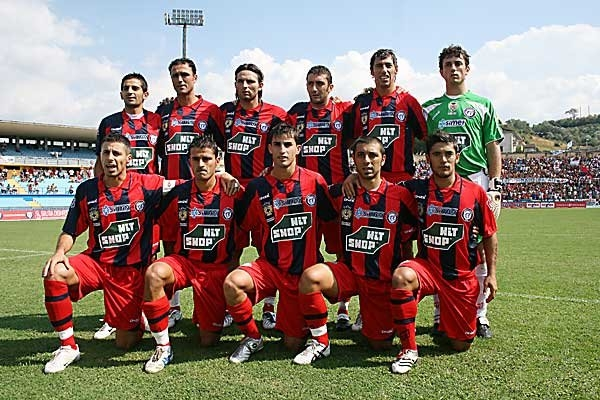
«Козенца» у сезоні 2008/09.

У другому сезоні 2010/11 через серйозні фінансові проблеми клуб отримав штраф в 6 очок у турнірній таблиці, четверо тренерів були змінені (Доменіко Тоскано, Паоло Стрінгара, Маріо Сомма і Луїджі Де Роза), але команда не змогла уникнути поєдинків плей-аут, які вона програли проти «Віареджо», вилетівши до Другого дивізіону Леги Про. Втім і там команда не зіграла, оскільки через борги була позбавлена професіонального статусу.

### 2010-ті роки
Влітку 2011 року було створено новий клуб, «Нуова Козенца» (італ. Nuova Cosenza Calcio S.r.l.). Клуб представився публіці з новим логотипом, справжнім знаком розриву з неспокійною новітньою історією «Козенци Кальчо» і відновив виступи з Серії D.
У сезоні 2012/13 років команда «Нуова Козенца» на чолі з Джанлукою Гальярді посіла друге місце в групі I Серії D, вийшовши у фазу плей-оф. 5 серпня 2013 року «Козенца» повернулась на професіональний рівень у Лега Про Секонда Дівізіоне після двох сезонів відсутності. Сезон 2013/14 розпочався з презентації нового логотипу клубу з нагоди святкування сторіччя. По завершенні сезону завдяки реформі в структурі італійських ліг, два попередні підрозділи Лега Про Пріма Дівізіоне і Лега Про Секонда Дівізіоне були об'єднані в один дивізіон — Лега Про, таким чином «Козенца» змогла піднятись до третього дивізіону італійського футболу.
У сезоні 2014/15 з новим тренером Джорджіо Розеллі «Козенца» виграла перший Кубок італійської Леги Про в своїй історії, перемігши «Комо» в обох фінальних матчах (4:1, 1:0). Ця перемога стала першою як для клубу, так і для Калабрії, оскільки це перший національний трофей, який здобув калабрійський клуб.
У сезоні 2017/18 команда посіла 5 місце і вийшла до плей-оф, де у фіналі на Стадіо Адріатіко в Пескарі, за підтримки 11 000 вболівальників з Козенци, які прибули в Абруццо, команда перемогла «Сієну» з рахунком 3:1 і повернулась до Серії В через 15 років.

### 2020-ті роки
У сезоні 2020/21 років команда вилетіла до Серії С після трьох років поспіль у Серії В. Однак 3 серпня 2021 року FIGC офіційно повернув клуб до Серії B після виключення з чемпіонату «К'єво».

## Стадіон

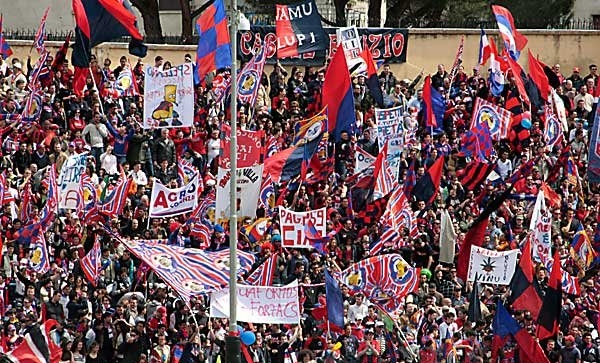
Вболівальники на стадіоні у матчі сезону 2008/09.

У «Козенци» більше двадцяти років, починаючи з моменту заснування в 1912 році, не було повноцінного ігрового поля. Перші майданчики, на яких практикувалася гра у футбол, були облаштовані на старій площі префектури, площі д'Армі та ларго Бузенто, що прилягала до одноіменної річки. З приходом фашизму домашні ігри перемістилися на поле, розташоване в районі Муойо, а потім на «Військове» поле на Віа Рома.Однак необхідність мати справжній стадіон означала, що з ініціативи Подеста Томмазо Арноні для будівництва була використана земля, прилегла до військового табору.
Новий стадіон був урочисто відкритий 28 жовтня 1931 року під назвою «Città di Cosenza» товариським матчем проти команди Неаполя, в якому виграли господарі з рахунком 2-1. У 1936 і 1945 роках, наприкінці війни, на стадіоні були проведені великі реставраційні роботи. У 1953 році його назвали на честь Еміліо Морроне, воротаря «Козенци», який передчасно помер у ігровому зіткненні.
На початку сезону 1964/65 років «Козенца» переїхала на новий стадіон «Сан-Віто», побудований в однойменному районі Початковий проект передбачав наявність двох трибун і вигину, що надавало об'єкту характерну «підковоподібну» форму. Наймасштабніші реконструкції арени відбулися в 1983 році із встановленням освітлювальної системи та в 1993 році з будівництвом північної трибуни, яка фактично завершила периметр.
У 2015 році стадіон був названий на честь колишнього футболіста клубу Джіджі Марулли, який помер у липні.

## Відомі гравці

### Зала слави
Нижче наведено офіційну Залу слави клубу, відкриту в жовтні 2016 року після встановлення панелей із гігантськими зображеннями основних гравців у тунелі стадіону «Сан-Віто — Джіджі Марулла».

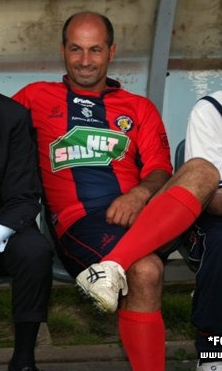
Луїджі Марулла, рекордсмен клубу як за кількістю проведених матчів (330), так і забитих голів (91)

| - Альберто Айта (1978—1982, 1984—1986) - Донато Бергаміні (1985—1989) - Рафаеле Бруно (1938—1950) - Крістіан Какчетта (2014-) - Ренато Кампаніні (1963—1968) - Альберто Канетті (?) - Массіміліано Катена (1990—1992) - Серджіо Кодоньяато (1970—1977) - Джанкарло Д'Астолі (1979—1982) - Де Марі (?) - Франческо дель Моржин (1937—1939, 1941—1943, 1946—1952) - Луїджі Де Роза (1987—1993, 1994—1997) - Джузеппе Фаджіо (1965—1967) - Стефано Фйоре (1992—1994, 2009—2011) - Енріко Латтуада (?) - Джанлуїджі Лентіні (2001—2004) - Аджіде Ленці (1959—1963) - Вінченцо Лігуорі (?) - Джусто Лоді (1967—1972) | - П'єтро Маєлларо (1993—1994) - Франческо Маріно (1982—1993) - Франко Марміролі (1962—1966, 1967—1968) - Луїджі Марулла (1982—1985, 1989—1997) - Стефано Морроне (1996—1998, 2002) - Маноло Моск'яро (2004—2005, 2011—2015) - Мікеле Падовано (1986—1990) - Аньєлло Парізі (1997—1999, 2000—2003, 2007—2009, 2011—2013) - Ванні Перессін (1972—1973) - Санто Перротта (1976—1978, 1979—1980) - Алессандро Ренцетті (1980—1984) - Франческо Ріццо (1960—1961) - Енцо Сарторі (1958—1963) - Луїджі Сімоні (1984—1989) - Альберто Урбан (1986—1989) - Маріо Укса (1954—1959) - Ліно Вілла (1974—1976) - Антоніо Віта (1966—1973) |

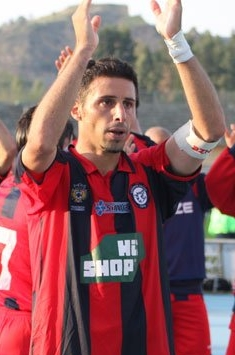
Аньєлло Парізі, легенда «Козенци», з якою виграв Серію C1 1997/98, Серію D 2007/08 і Секонда Дівізіоне 2008/09

## Відомі тренери

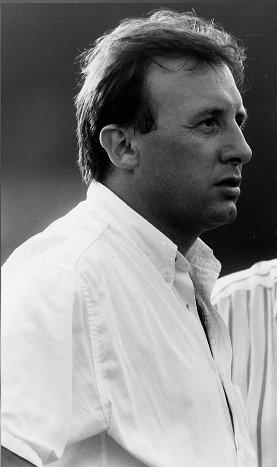
Альберто Дзаккероні, тренер «Козенци» в сезоні Серії B 1994/95.

| - Шандор Пейч (1936) - Аттіліо Демарія (1946—1948) - Гвідо Корбеллі (1948) - Андраш Куттік (1948—1949, 1952—1953) - Анджело Піккалуга (1951—1952) - Андраш Куттік (1952—1953) - Дьюла Женгеллер (1954—1955, 1960—1962) - Франческо Ламберті (1955—1957) - Гастоне Прендато (1958—1959) - Недо Сонетті (1979—1980) - Ліно Де Петрільйо (1982—1984) - Вінченцо Монтефуско (1984—1986) - Франческо Лігуорі (1986—1987) | - Джанні Ді Марціо (1987—1988, 1989—1990) - Бруно Джорджі (1988—1989) - Луїджі Сімоні (1989) - Едоардо Рея (1990—1992) - Альберто Дзаккероні (1994—1995) - Бортоло Мутті (1995—1996) - Джанні Де Б'язі (1996, 1997) - Франческо Скольйо (1996—1997) - Бортоло Мутті (1999—2001) - Емільяно Мондоніко (2001—2002, 2002—2003) - Джузеппе Санніно (2004—2005) - П'єрпаоло Бізолі (2022-) |

## Досягнення
- Переможець Серії C: 1960/61 (група C)
- Переможець Серії C1: 1987/88 (група B), 1997/98 (група B)
- Переможець Серії C2: 1979/80 (група D), 2008/09 (група C)
- Переможець Серії D: 1957/58, 2007/08 (група І)
- Володар Англо-італійського кубка
- Володар Кубка італійської Серії C